# Susy Clemens
Olivia Susan Clemens (Elmira, Nueva York, 19 de marzo de 1872-Hartford, 18 de agosto de 1896), conocida como Susy Clemens, fue una escritora, biógrafa y crítica literaria estadounidense. Fue la segunda hija y la mayor de las féminas de Samuel Clemens, que escribió bajo el seudónimo de Mark Twain, y su esposa Olivia Langdon Clemens. Inspiró algunas de las obras de su padre, a los 13 años escribió su propia biografía, que luego publicó en su autobiografía, y actuó como crítica literaria. Su padre quedó desconsolado cuando ella murió de meningitis espinal a los 24 años.
Su biografía sobre su padre se publicó en 1988 en su totalidad con el título Papa: An Intimate Biography of Mark Twain, un volumen que también incluía una biografía de Susy Clemens y su correspondencia con su padre.

## Biografía

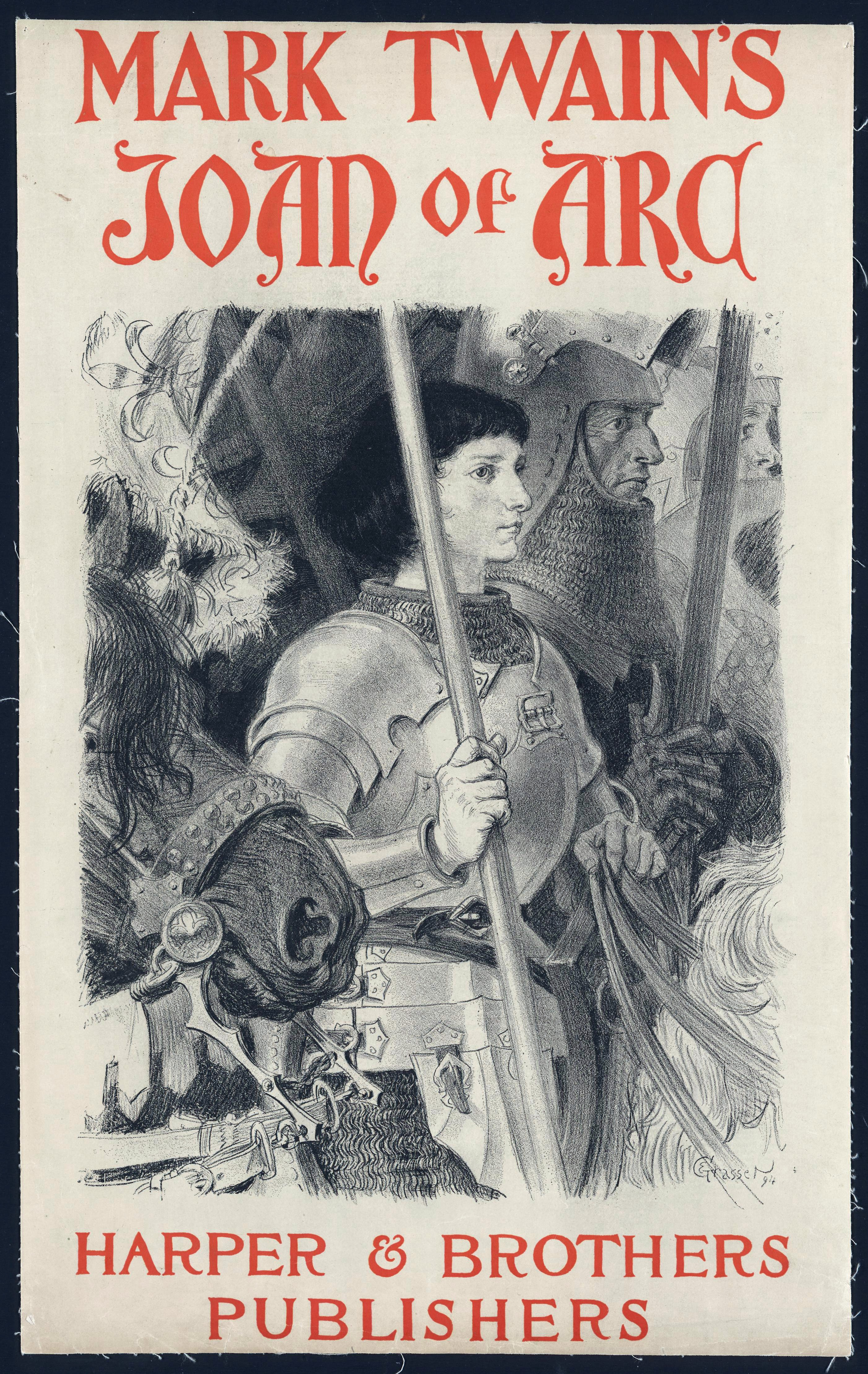
Susy Clemens fue la inspiración para el personaje de Juana de Arco en la novela Recuerdos personales de Juana de Arco de su padre.

Nacida en Elmira, Nueva York, Clemens se crio principalmente en Hartford, Connecticut, pero se fue a Inglaterra con su familia en 1873 y nuevamente en 1878-1879. A los 13 años, escribió una biografía de su padre que Twain incluyó más tarde en sus Chapters from my Autobiography (Capítulos de mi autobiografía). La biografía describía sus impresiones de su padre y su feliz vida familiar. Su padre señalaba: "Había recibido cumplidos antes, pero ninguno que me emocionara así; ninguno que pudiera acercarse a él por valor a mis ojos". Como su padre, a ella le gustaba escribir, escribía sus propias obras de teatro y actuaba en ellas durante su infancia y adolescencia. Más tarde, Twain describiría a su hija favorita como inteligente, reflexiva, sensible y vivaz y decía que la había considerado un prodigio. «Era una revista de sentimientos y eran de todo tipo y de todas las tonalidades de fuerza; era tan volátil, de niña, que a veces entraba en juego toda la batería en el breve compás de un día», escribió tras su muerte. “Estaba llena de vida, llena de actividad, llena de fuego, sus horas de vigilia eran una procesión apresurada y apiñada de entusiasmos... Alegría, tristeza, ira, remordimiento, tormenta, sol, lluvia, oscuridad, todos estaban allí: llegaban de repente y desaparecían igual de rápido. En todas las cosas era intensa: en ella esta característica no era un mero resplandor, dispensador de calor, sino un fuego que se consumía”. Mark Twain basó su personaje de Juana de Arco en su libro Recuerdos personales de Juana de Arco en su hija mayor tal como la recordaba a los diecisiete años.
En el otoño de 1890, Clemens asistió al Bryn Mawr College, donde le dieron el papel protagonista de Phyllis en la obra Iolanthe, comenzó a llamarse a sí misma por su nombre real "Olivia" y desarrolló una estrecha amistad con su compañera de estudios Louise Brownell, que algunos biógrafos han especulado puede haber sido de naturaleza romántica. Clemens dejó la universidad después de un semestre, lo que pudo deberse o bien a las dificultades financieras de su familia, o bien porque los estudios le parecían demasiado difíciles o debido a su relación con Brownell.
A medida que crecía, se frustraba con la fama de su padre, que a veces la dejaba en la sombra. Estaba molesta por la reputación de su padre como un "mero humorista" y sentía que él debería representarse a sí mismo como un escritor serio en lugar de como un hombre únicamente divertido. Se sintió avergonzada cuando Twain interpretó la historia de fantasmas The Golden Arm para una audiencia en Bryn Mawr. Ella le había rogado que no contara la historia, pensando que era demasiado poco sofisticada para sus compañeros mundanos, y salió corriendo del pasillo llorando cuando su padre contó la historia de todos modos. Más tarde acompañó a su familia al extranjero y asistió a escuelas en Ginebra y Berlín, donde tomó lecciones de idioma y canto, aunque se sintió decepcionada cuando su profesora de canto, Mathilde Marchesi, le dijo que tenía una hermosa voz de soprano pero que no tenía la fuerza ni resistencia para la gran ópera. Marchesi observó que Clemens estaba anémica, con falta de sueño y anoréxica. Hizo que Clemens dejara de tomar lecciones de canto por el momento y la animó a curarse primero. Ella recomendó hidroterapia y una dieta y ejercicio adecuados, mientras que Twain pensó que el hipnotismo también podría ayudar a Susy. Sin embargo, nunca adquirió suficiente capacidad pulmonar para proyectar su voz desde el escenario. En Europa se encontraba perdida, aburrida de las noches familiares en casa y molesta por los frecuentes arrebatos temperamentales de su padre. Escribió a su amiga Brownell que a veces tenía problemas para encontrar una razón para vivir. También se sentía frustrada por la negativa de la sociedad a verla como algo más que la hija de Mark Twain. En Florencia, Clemens, que entonces tenía diecinueve años, se enamoró de un conde italiano casado. Su salud física y mental se resintió y de nuevo buscó curas que iban desde la hidroterapia hasta las "curas mentales". Comenzó a seguir la Mental Science, Ciencia Mental, una versión menos estructurada de la ciencia cristiana, y hasta cierto punto del Espiritualismo moderno.

## Muerte
Clemens decidió no acompañar a la familia a Europa en la gira de conferencias de Twain de 1895-1896, utilizando como excusa sus mareos y el deseo de recuperar su salud y convertirse en cantante de ópera. Se quedó en Elmira, en casa de su tía Susan Crane. En agosto de 1896, mientras visitaba su antigua casa en Hartford, Clemens empezó a tener fiebre que se convirtió en meningitis espinal. Clemens fue trasladada a la casa de su familia y se quedó en la cama de caoba de sus padres, que tenía ángeles desmontables en cada poste, una cama de la que ella y sus hermanas tenían buenos recuerdos de cuando eran niñas. Katy Leary, la criada irlandesa de la familia, la cuidó, durmiendo en un sofá de la habitación. Clemens sufría delirios, y agarrando una prenda de vestir de su madre lloraba porque pensaba que su madre había muerto, o mirando por las ventanas el tráfico cantaba: " Arriba, suben los tranvías para la hija de Mark Twain. Bajan los tranvías para la hija de Mark Twain”. Pasó varios días escribiendo un poema en prosa de 47 páginas parcialmente dirigido a la cantante de ópera María Malibrán, a quien había tomado como una especie de modelo a seguir. Finalmente, perdió la vista y entró en coma. El 18 de agosto de 1896 murió a los veinticuatro años; su familia estaba devastada.
Clemens fue enterrada en el cementerio Woodlawn en Elmira. El poema inscrito sobre su lápida fue adaptado de un poema llamado Annette del poeta Robert Richardson: "El cálido sol de verano brilla amablemente aquí, el cálido viento del sur sopla suavemente aquí, el césped verde arriba, la luz, la luz - Buenas noches, querido corazón, buenas noches, buenas noches.”

## Cultura popular
Un libro para niños, The Extraordinary Mark Twain (according to Susy), presenta extractos de la biografía de Clemens sobre su padre con páginas más pequeñas al estilo de un diario insertadas entre las páginas principales.
"Mark Twain: Words & Music" es un CD doble que cuenta la historia de la vida de Samuel Clemens con narración y canciones y presenta segmentos sobre su familia. El proyecto fue producido por Carl Jackson en beneficio de la Casa Museo de la Infancia de Mark Twain. La historia está escrita por Cindy Lovell y narrada por Garrison Keillor con Clint Eastwood interpretando a Twain y Angela Lovell interpretando a Susy.